# Maria Cabral
Pour les articles homonymes, voir Cabral.
Maria da Conceição Gomes Cabral, née le 24 avril 1941 à São Jorge de Arroios au Portugal et morte le 15 janvier 2017,,, à Lannemezan (Hautes-Pyrénées), est une actrice portugaise, devenue l'actrice-symbole, voire l'« icône », du Novo Cinema.

## Biographie
Maria Cabral est née à São Jorge de Arroios près de Lisbonne, mais a passé son enfance et une partie de son adolescence à Luanda, capitale de l'Angola, ancienne colonie portugaise, où son père assurait un poste de militaire en retraite commerciale. Celui-ci l'envoie finir son lycée en pension en Afrique du Sud. Elle revient en métropole, où elle achève le cours du conservatoire national de musique et étudie la philosophie à l'université de Lisbonne.

### Carrière

#### Cinéma
Avant de faire du cinéma, elle est mannequin, photographique et publicitaire, et participe à des programmes pour enfants à la Radio-télévision portugaise (RTP). Elle travaille aussi dans la production cinématographique. C'est là qu'elle rencontre António da Cunha Telles qui élabore  «le » film du Cinema Novo,  O Cerco , autour de son personnage. Après son second film, O Recado (pt), de José Fonseca e Costa, autre pilier du Cinema Novo, dont elle devient désormais l'icône, l'actrice part à Paris, grâce à une bourse de la Fondation Calouste-Gulbenkian, étudier la représentation avec Andréas Voutsinás. Quinze ans plus tard, elle reprendra sa collaboration avec António da Cunha Telles (Vidas, 1984). À l'écran, après une mémorable apparition dans No Man's Land d'Alain Tanner, l'actrice « lumineuse » concentre encore l'émotion de Um Adeus Português.

#### Théâtre
À Paris, parallèlement à une expérience théâtrale un peu plus conventionnelle (Les Comptoirs de la baie d'Hudson, de Jacques Guimet, qui inaugure le Nouveau Carré de Silvia Monfort en 1974), l'actrice participe, dans les années 1970, aux performances du metteur en scène Bob Wilson, et intègre les groupes de ses disciples (la compagnie « Laïla » du chorégraphe Serge Ducher, les installations de Miguel Yeco). Elle s'essaye encore au théâtre nô et kabuki, dans les années 1978-1979, sous la direction de Shiro Daimon, qu'elle accompagne ailleurs en Europe, notamment en Suisse alémanique (festival de Zurich)[réf. nécessaire].

Pendant les années 80 et 90, Maria Cabral assurera régulièrement des collaborations radiophoniques avec des programmes de France Culture et de France Musique.

### Vie privée
De 1964 à 1975, Maria Cabral a été mariée à l'historien, écrivain, scénariste, et journaliste politique portugais, Vasco Pulido Valente (pt), avec qui elle a eu une fille, Patrícia Cabral Correia Guedes (Lisbonne, 11 mai 1965).  
Le 5 juin 1980, un fils naturel de l'actrice, Matias Gomes Cabral, naît à Paris.  
L'actrice s'est convertie au bouddhisme tibétain dans les années 1970. 
L'exigeant tournage d'Un adieu portugais achevé, l'actrice s'exile définitivement dans les Hautes-Pyrénées où une retraite de bouddhisme tibétain l'avait amenée et où elle demeura jusqu'à sa mort.

## Filmographie

### Cinéma
- 1970 : O Cerco : Marta
- 1972 : O Recado (pt) : Lúcia
- 1984 : Vidas : Diana
- 1985 : No Man's Land d'Alain Tanner : l'auto-stoppeuse
- 1986 : Un adieu portugais (Um Adeus Português) de João Botelho : Laura

### Télévision
- 1978 : L'Autre côté (série)
- 1983 : O Foguete (série, différents rôles)

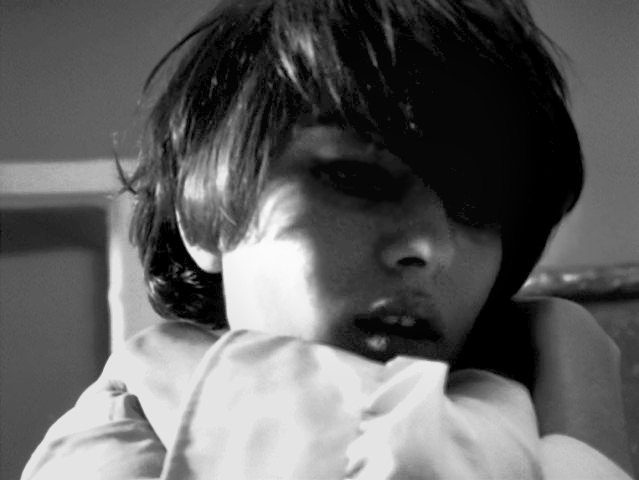
Maria Cabral, dans O Cerco.

## Distinctions
- pour O Cerco (1970)
  - Prix de la Secretaria de Estado da Informação e Turismo : meilleure actrice
  - Prix de la Casa da Imprensa : meilleure actrice
  - Prix de Plateia : meilleure actrice